# Mount Jefferson (Oregon)
Mount Jefferson je vyhaslá sopka, nacházející se ve státě Oregon v USA v Kaskádovém pohoří. Je to druhá nejvyšší hora Oregonu. Pojmenován je podle Thomase Jeffersona, v pořadí třetího prezidenta USA, který byl jedním ze sponzorů expedice Lewise a Clarka do Kaskádových vrchů.
Sopka se vytvořila ve dvou vulkanických cyklech, přerušených zaledněním a následnou erozí. První nastal přibližně před 290000 lety a vytvořil andezitových - dacitový vulkán, pravděpodobně vyšší než současný vrchol. Ve druhém cyklu sopka produkovala hlavně lávové proudy, provázené četnými Lahary. Poslední malá erupce nastala zhruba před 1000 lety, od té doby sopka nejeví žádné známky aktivity a je považována za vyhaslou.